# Општина Палтиниш (Караш-Северин)
Палтиниш (рум. Pãltiniş) општина је у Румунији у округу Караш-Северин.
Oпштина се налази на надморској висини од 315 m.